# خونریزی کانزاس

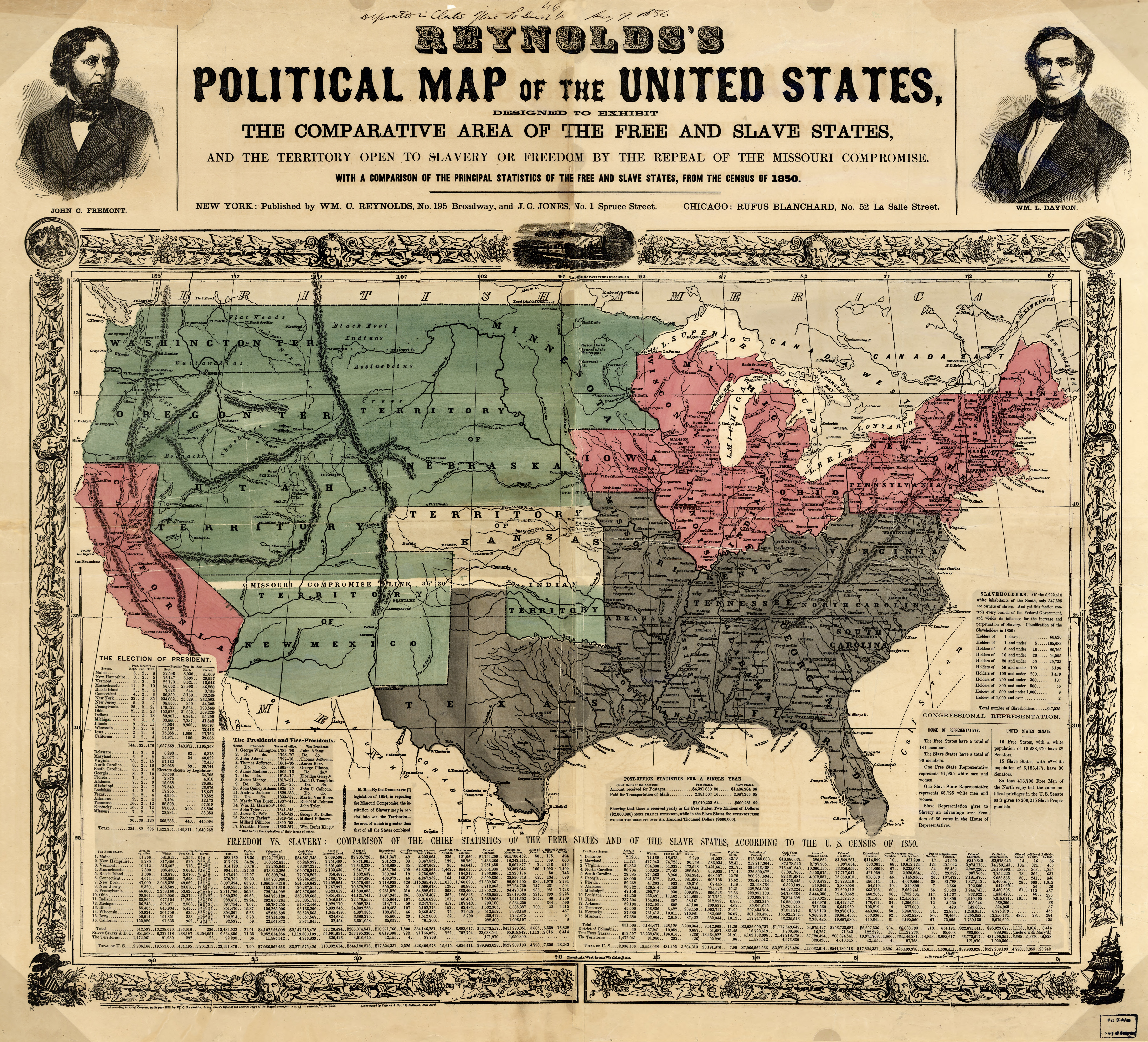
نقشه‌ای از ایالات متحده که ایالات برده‌دار را با رنگ خاکستری، ایالات آزاد را با رنگ صورتی و زمین‌های بی‌صاحب آن زمان را با رنگ سبز نمایانده‌است. ایالت سفید رنگ همان کانزاس است که هنوز تکلیف برده‌دار بودن یا آزاد بودن آن مشخص نشده‌بود.

خونریزی کانزاس (به انگلیسی: Bleeding Kansas) کانزاس خونین یا جنگ مرزی نام یک سری از خشونت‌های مدنی در قلمرو کانزاس و ـ البته با درجه‌ای کمتر در میزوری غربی ـ بودند که از ۱۸۵۴ تا ۱۸۵۹ به‌طول انجامیدند. سرچشمه این منازعات جربحث‌های سیاسی و ایدئولوژیک بر سر مشروعیت برده‌داری در ایالت تازه‌تأسیس کانزاس بودند.
از شاخصه‌های این درگیری‌ها می‌توان به اِعمال سال‌ها تقلب انتخاباتی، شبیخون‌ها، حملات و قتل‌هایی که در قلمرو کانزاس و ایالت همسایه‌اش میزوری توسط گروه تندروی حامی برده‌داری موسوم به «اوباش مرزی» از یکسو و گروه ضدبرده‌دار «ایالت آزادگرایان» از سوی دیگر اشاره کرد. با توجه به شواهد مؤسسه کانساپدیا حدود ۵۶ نفر در جریان خشونت‌ها کشته شدند. این واقعه پیش‌درآمدی تراژیک، نوعی اوورتور، خوانده‌می‌شد که خبر از وقوع جنگی داخلی می‌داد، جنگی که سه سال پس از پایان منازعات آغاز شد.
کانون منازعات بر سر این پرسش بود که آیا ایالت نو-تأسیس کانزاس باید همچون همسایه غربی‌اش میزوری برده‌داری را مجاز شمارَد یا آنرا منع کند ـ یا به‌عبارتی دیگر آیا کانزاس باید به صورت یک ایالت برده‌دار درآید یا ایالتی آزاد. این مسئله اهمیتی ملّی داشت زیرا دو سناتورِ ایالت کانزاس ـ که قرار بود انتخاب شوند و به مجلس سنا راه یابند ـ می‌توانستند بر توازن قدرت در سنا تأثیر گذارند، مجلسی که شدیداً بر سر مسئلهٔ برده‌داری دو دسته شده‌بود. لایحه کانزاس-نبراسکا مورخ ۱۸۵۴ (که خود ایالت کانزاس را قانوناً ایجاد کرده‌بود) خواستار توسل به ایده حاکمیت مردمی در مسئلهٔ برده‌دار بودن یا آزاد بودن ایالت کانزاس شده‌بود یعنی تصمیم‌گیری در باب برده‌داری در کانزاس باید در صلاحیت ساکنین کانزاس باشد نه در صلاحیت سیاسیون واشینگتن. نتیجه این شد که تنش‌های محلی حول و حوش برده‌داری به‌سرعت بر روی کانزاس متمرکز شدند: آن‌ها که خواهان برده‌داری بودند استدلال می‌کردند که هر ساکنی حق دارد دارایی‌های شخصی خود از جمله بردگانش را وارد قلمرو کانزاس کند، در عوض مخالفان برده‌داری هم با پیش کشاندن زمینه‌های دینی، اخلاقی و انسانی با برده‌داری مخالفت می‌کردند.
ایالت همسایه یعنی میزوری از سال ۱۸۲۱ جزو ایالات برده‌دار بود و بسیاری از ساکنان آنرا افرادی تشکیل می‌دادند که با جنوبی‌ها و دیدگاه‌های برده‌دارانه همذات پنداری می‌کردند و حتی برخی از آنان کوشش نمودند با مقیم شدن در کانزاس و ادعای سکونت دائمی در آن بر تصمیم این ایالت (برده‌دار بودن یا آزاد بودن) تأثیر بگذارند. نتیجه این شد که نبردهای سیاسی میان شهروندان عادی هم رخ داده و در نهایت به خشونت‌های گانگستری و جنگ چریکی شبه‌نظامی انجامید و از این رو هوراس گریلی در نیویورک تریبون بدان نام Bleeding Kansas یا کانزاس خونین داد.
در کانزاس یک جنگ داخلی ایالتی در جریان بود که بعداً در سطح ملی هم بازتاب یافت. در حقیقت دو پایتخت در ایالت کانزاس وجود داشتند یعنی لکومپتون و توپیکا/لارنس، به‌همراه دو قانون اساسی یعنی قانون اساسی توپیکا (ضد برده‌داری) و قانون اساسی لکومپتون (حامی برده‌داری) به‌همراه دو قوه قانون‌گذاری گوناگون ـ آن که حامی برده‌داری بود در لکومپتون و دیگری که ضد برده‌داری بود در لارنس. هر دو طرف کمک‌ها و حمایاتی از خارج دریافت می‌کردند؛ جناح برده‌دار توسط حکومت فدرال پشتیبانی می‌شد، زیرا پزیدنت جیمز بیوکنن آشکاراً از پارتیزان‌های حامی برده‌داری حمایت می‌کرد. هر دو جناح (برده‌دار و آزاد) مدعی بازتاب ارادهٔ اکثریت ساکنان کانزاس بودند. حامیان برده‌داری از شیوه‌های خشونت‌آمیز یا توسل به تهدید بهره می‌گرفتند و مخالفان برده‌داری هم به همان شیوه واکنش نشان می‌دادند. عاقبت پس از تنش‌های بسیار و پس از یک تحقیق و تفحص از کنگره مبرز شد که اکثریت ساکنین کانزاس خواستار آنند که دولتی آزاد (نه برده‌دار) محسوب شوند. اما اعلام شدن کانزاس به‌صورت یک دولت آزاد مستلزم تأیید کنگرهٔ کانزاس بود که جنوبی‌های برده‌دار از آن ممانعت می‌کردند.
سرانجام در همان روزی که تعدادی مکفی از سناتورهای جنوبی، در جریان بحران تجزیه‌طلبی‌ایی که به وقوع جنگ داخلی انجامید، عقب‌نشینی کردند کانزاس به‌عنوان یک دولت آزاد جزو ایالات متحده گردید (به‌طور عملی در ۲۹ ژانویه ۱۸۶۱). به‌هرحال حوادث کانزاس نشان دادند که تضاد مسلحانه بر سر برده‌داری اجتناب‌ناپذیر است. خشونت‌های مزبور تیتر مطبوعات ملی شده و به مردم آمریکا فهماندند که اختلافات محلی (برای نمونه برده‌داری) بدون توسل به خونریزی قابل حل‌وفصل نیستند و برای همین حوادث کانزاس همچون پیش‌درآمدی بر جنگ داخلی عمل کردند. وقایع آن با چندین مکان تاریخی و یادبودی گرامی داشته‌شده‌اند.